# Isidro Labrador

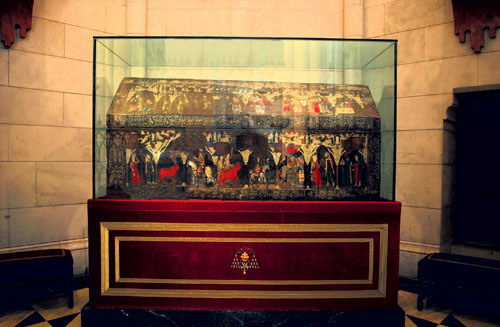
Primera arca mosaica del con los restos de San Isidro

Isidro Labrador (Madrid, c. 1082-ibídem, 30 de noviembre de 1172) fue un labrador mozárabe, nacido en el Mayrit musulmán, que estuvo posiblemente al servicio de la familia Vargas y de otros tantos señores terratenientes como Francisco Vera. 
Su trabajo como jornalero más mencionado por los biógrafos es a cargo de Juan de Vargas, y se realizó principalmente en el área de Madrid y alrededores. Se conocen algunos detalles de su vida por las alabanzas que indica un códice encontrado en la Iglesia de San Andrés en 1504 (denominado como Códice de San Isidro y escrito a finales del siglo XII) y donde se denomina Ysidorus Agricola. En este documento se menciona que está casado, con un hijo y proporciona referencia de solo cinco milagros, siendo los demás añadidos posteriormente procedentes de la tradición oral durante su proceso de beatificación por varios hagiógrafos. Pese a que aún no estuviese canonizado, los madrileños le rendían un culto desde el siglo XII, que iba incrementándose rápidamente en siglos posteriores. Por ello, las autoridades eclesiásticas, municipales, la aristocracia madrileña y la corona real española encabezaron su proceso de canonización en el siglo XVI.
Entre los estudiosos de su vida se encuentran: Alonso de Villegas, Jaime Bleda, Jerónimo de la Quintana, López de Hoyos, Juan de Ferreras y el mismo poeta madrileño Lope de Vega en un poema hagiográfico titulado Isidro (Madrid, 1599). La narración de los milagros puede diferir unos de otros, y se encuentra influenciada por la tradición oral popular. San Isidro es el primer laico casado llevado a los altares tras un proceso de canonización instruido por la Congregación de Ritos. Los promotores de esta canonización fueron varios integrantes de la familia de los Lujanes, de los Vargas y la casa real de los Austrias. El 12 de marzo del año 1622 fue finalmente canonizado por el papa Gregorio XV, y en 1960 el papa Juan XXIII le declara mediante bula como santo patrón de los agricultores españoles. Su cuerpo es empleado en procesiones del siglo XV para hacer rogativas por la lluvia en Madrid; su popularidad se extiende posteriormente. Isidro Labrador fue un santo zahorí, pocero, taumatúrgico y hacedor de lluvias. Hombre sencillo y bienhechor de los pobres empezó a ser venerado por el pueblo de Madrid unos cuarenta años después de su fallecimiento.
La canonización llevó a una labor de asiento documental de parte de las dudas existentes sobre la vida de San Isidro, e institucionalizó una gran porción de la tradición oral de siglos anteriores. Fray Domingo de Mendoza, comisario nombrado por Felipe II para la canonización, se sospecha tuvo inventiva a la hora de reconstruir la biografía del Santo que ha llegado hasta nuestros días. Se menciona en el códice que Isidro Labrador estaba casado y tenía un hijo. La tradición popular, y algunos autores, fija el lugar donde conoció a su esposa en la localidad de Torrelaguna. Los patronazgos que representa en diversas ciudades del mundo, así como las festividades que se celebran su el día 15 de mayo, por ser el día en el que parece ser que su cuerpo incorrupto se trasladó a la Iglesia de San Andrés. Los restos del santo residen en el altar mayor de la Colegiata de San Isidro, en un arca mortuoria, estando custodiado junto con las reliquias de Santa María de la Cabeza por la Real, Muy Ilustre y Primitiva Congregación de San Isidro de Naturales de Madrid.

## Biografía

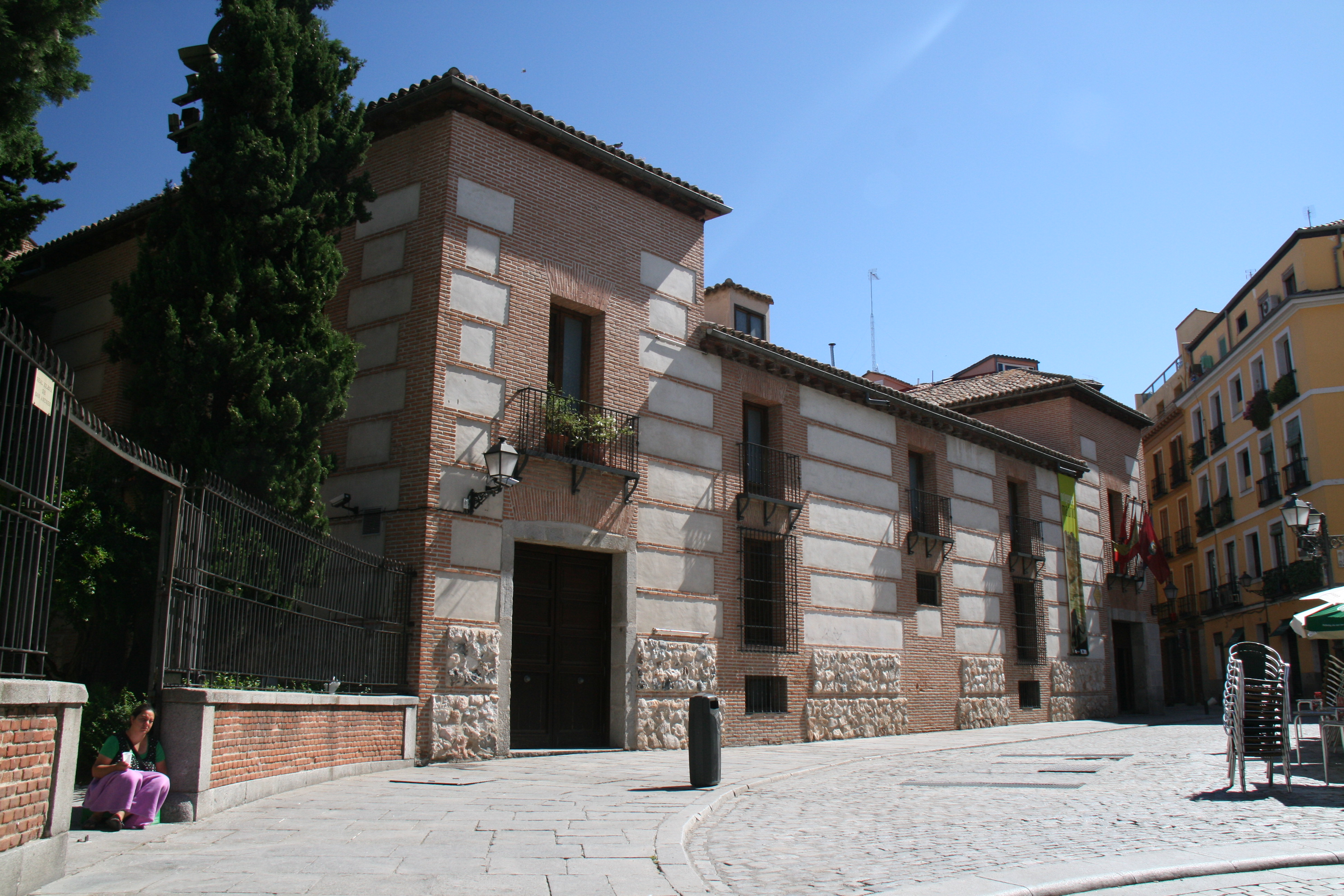
Casa de San Isidro.

Nació Isidro en torno al 1080 cuando el territorio de Madrid formaba parte de la taifa de Toledo del área dominada por los bereberes. El dato de nacimiento puede variar según el cronista. Años después de su nacimiento, durante 1085, Madrid pasó a ser dominio de Alfonso VI, monarca cristiano que dominó las tierras de ese entorno gracias a un acuerdo realizado con Al-Qádir sobre un intercambio territorial. Alfonso VI se encontró con una área aproximada que cubre parte de la provincia de Toledo, Madrid y Guadalajara. Esta expansión territorial debía cubrirse con poblaciones de colonos labradores, artesanos, trabajadores diversos de origen visigodo y bereber. Son los denominados mozárabes. Entre los caballeros que luchaban en los ejércitos del monarca Alfonso VI, se solía conceder señoríos y concesiones sobre los terrenos conquistados. Surgen de esta forma los señores villanos (de plebis milites), una especie de nobleza rural que surgió durante el periodo de la reconquista. No hay documentos escritos sobre la pertenencia de la familia Isidro a la familia de los Vargas, la única referencia la poseía el doctor Forns en propiedad de la Casa de los Vargas en 1913, documento que se perdió durante la guerra civil española.
Según el poeta Lope de Vega, los padres de San Isidro se llamaban Pedro e Inés, y situó su vida inicial en el arrabal de San Andrés de la villa de Madrid. San Isidro nació de una familia de colonos mozárabes que se encargó de repoblar los terrenos ganados por Alfonso VI. Es posible que procediera de una familia humilde de agricultores que trabajaban en campos arrendados. El caballero guerrero que recibió los terrenos en propiedad fue Juan de Vargas. Sus dominios se extendían sobre el nuevo reino de Toledo, el valle del Jarama, el Manzanares, la ribera del Tajo. Todos ellos son espacios fluviales y de labor tradicionalmente agricultora. Sus padres eran posiblemente de extracción humilde y cabe que le llamaran Isidro en honor de san Isidoro, sabio y santo Arzobispo de Sevilla en la época visigoda. Los padres de Isidro tenían un contrato de arrendamiento anual, acuerdo que renovaban libremente ambas partes. El trabajo se dirigía bien por el señor, o por los encargados. Los jornaleros debían obediencia y fidelidad al amo. A cambio recibían un sueldo en dinero, en especie o en una mezcla de ambas. La relación entre la familia de Isidro y la familia Vargas era de este tipo. Otras familias se instalaron en Madrid como es el caso de los Lujanes.

### Juventud
San Isidro pasó su infancia en los arrabales de San Andrés, algunos autores afirman que su nombre completo era Isidro de Merlo y Quintana, era conocido por llegar tarde al trabajo y ser reprendido habitualmente por ello. El único documento sobre la vida de Isidro es el denominado códice de San Isidro (denominado también como del diácono Juan), escrito en latín medieval. De autor desconocido, es posible que se escribiera en 1275. La zona en la que vivía Isidro era militarmente inestable, por encontrarse cercana a la frontera entre los reinos cristianos y musulmanes: la Extremadura castellana. Se sabe que el emir Alí ibn Yúsuf desplegó sus ejércitos en el año 1110 por el centro de la península ibérica haciendo que la familia de Isidro se traslade a Torrelaguna. En las crónicas que relatan su vida de juventud se detecta una mezcla de los modelos de santidad islámica y cristiana. Estilos de vida que estuvieron vigentes en Madrid, durante la decimosegunda centuria. Destaca en la ejecución de los milagros de esta época su carácter sincrético y conciliatorio entre las dos religiones presentes: la cristiana (oficial) y la musulmana.
Es precisamente en la villa de Torrelaguna, lugar de refugio durante las invasiones árabes en Madrid, donde contrajo matrimonio con una joven procedente de la villa de Uceda, María Toribia (santa María de la Cabeza) con quien convivió en Torrelaguna, y es posible que allí tuvieran a su hijo, al que la tradición después conoció con el nombre de San Illán. La información sobre Santa María de la Cabeza, presunta mujer de Isidro proviene de fray Domingo de Mendoza, dominico, quien el 13 de marzo de 1596 desenterró de la ermita de Caraquiz (Uceda) los huesos de una persona y por inspiración divina le dio nombre y adjudicó el papel de mujer de Isidro, inventándose simultáneamente la vida de Isidro en Torrelaguna y pueblos de aquella zona. Dicho fraile trató de canonizar a María de la Cabeza pero no logró convencer a la curia. Durante este periodo de juventud y madurez de Isidro la zona estuvo en conflicto bélico prácticamente desde 1083. Cuando la ciudad de Toledo fue tomada por Alfonso VI, Madrid había estado bajo el dominio cristiano en repetidas ocasiones, no se puede hablar de verdadera cristianización del territorio hasta 1162, al ocupar Fernando II definitivamente la ciudad de Madrid.
Isidro falleció en el año 1172, su cadáver se enterró en el cementerio de la Iglesia de San Andrés dentro del arrabal donde había vivido. Se conoce este dato por mencionarlo el códice que acompañaba a los restos del cuerpo momificado (incorrupto) de Isidro. En 1213 el rey Alfonso VIII, como agradecimiento al Santo por su intervención en la victoria de las Navas de Tolosa levantó una capilla en su honor en la iglesia de San Andrés y colocó su cuerpo incorrupto en la llamada arca «mosaica». A pesar de que no hubiera sido aún santificado en el siglo XIII. Parece ser que el fervor religioso popular de los madrileños por la figura de Isidro Labrador era ya muy alta en este siglo.

### Post mortem: canonización

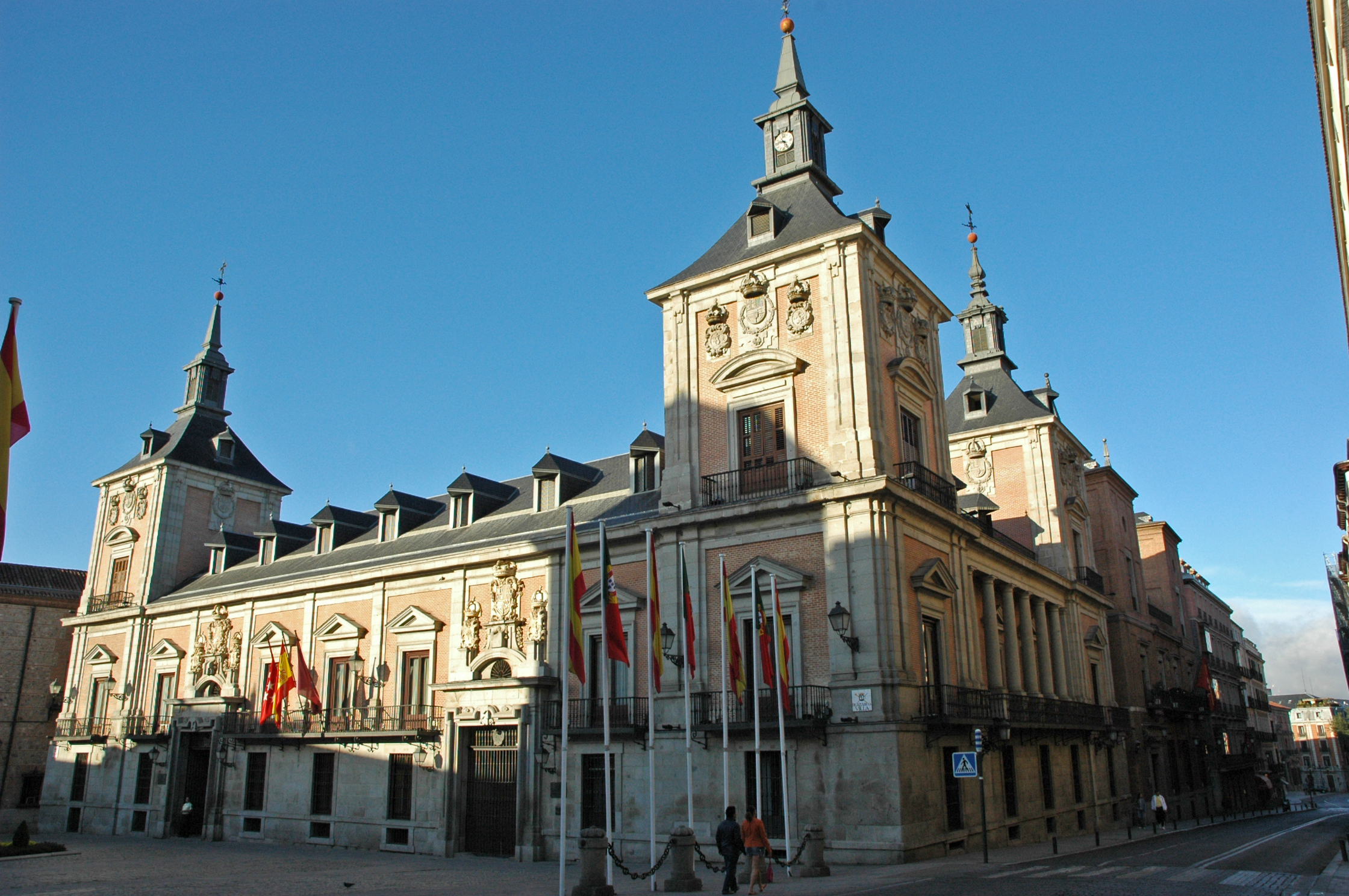
La Casa de la Villa de Madrid fue el lugar donde se iniciaron los trámites de la canonización de San Isidro.

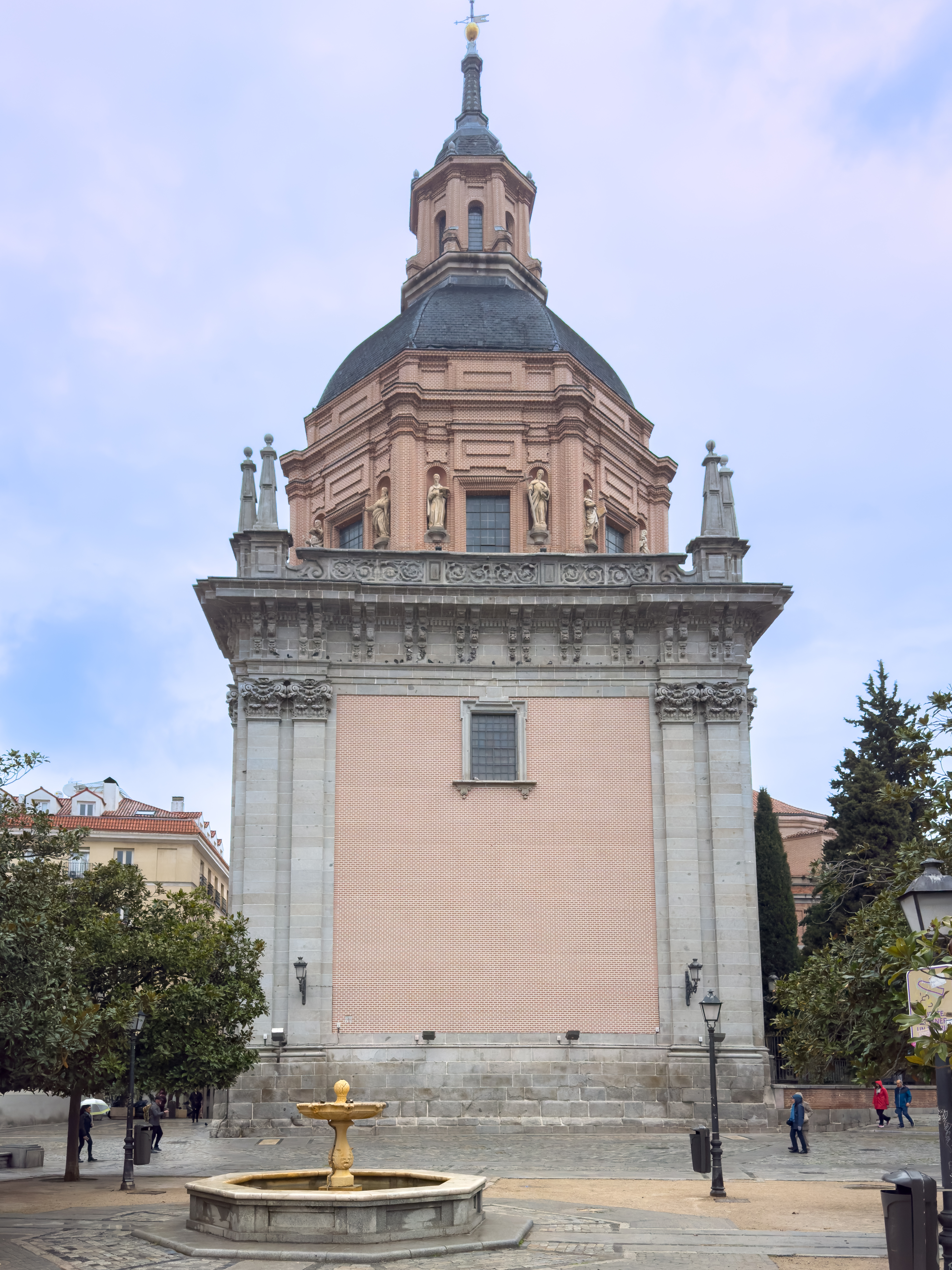
La parroquia de San Andrés en Madrid antiguo, anexa a plaza de la Paja fue el sitio donde se diera entierro a Isidro.

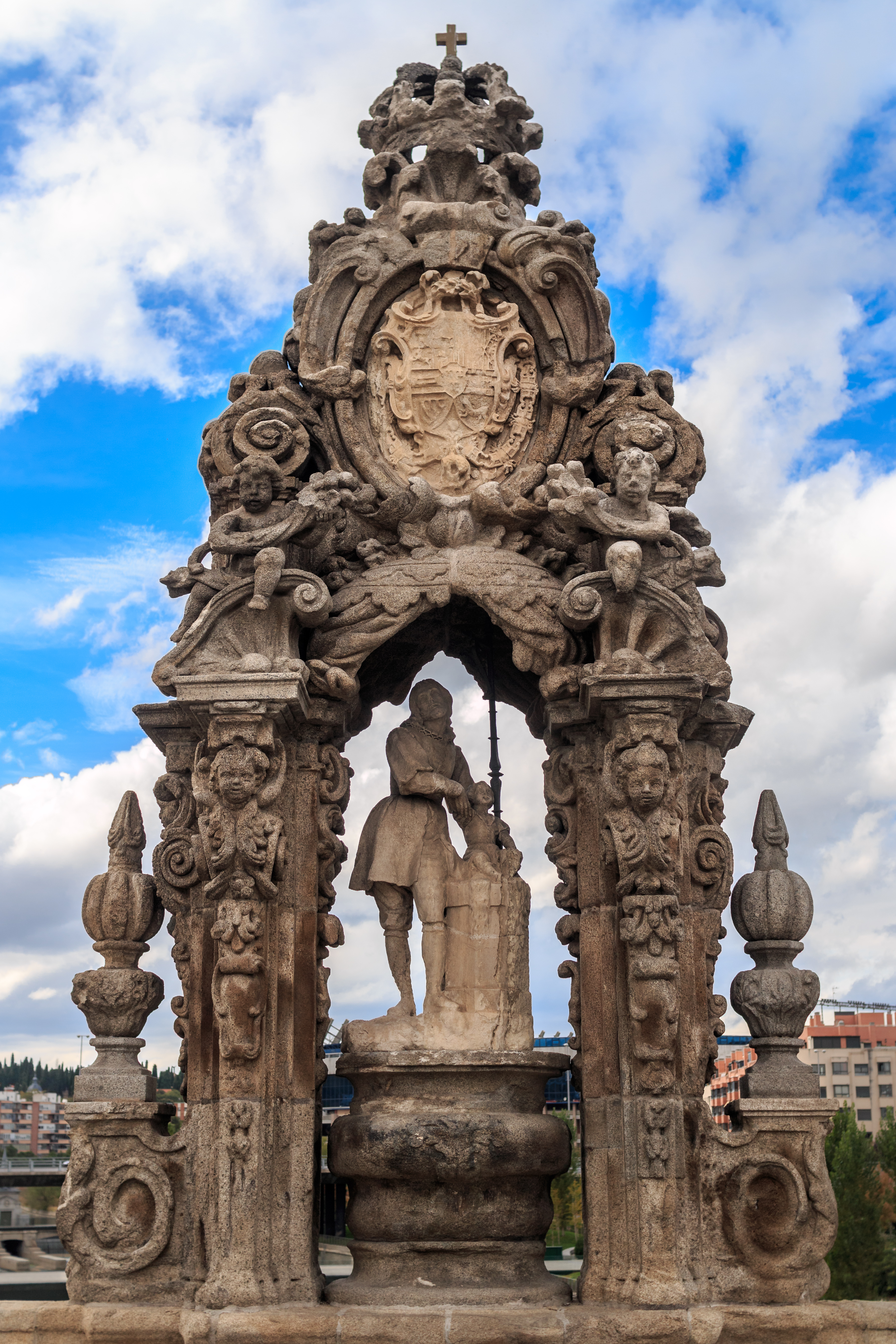
De todos los milagros, el rescate del niño es uno de los más representados, aquí se ve en un casilicio del lateral derecho del Puente de Toledo.

Tras la muerte de Isidro era creencia popular que fue enterrado en el cementerio de San Andrés, a pesar de que Relaciones topográficas de Felipe II no lo crean así.[cita requerida] En 1504 al realizar un inventario de bienes se descubrió en la parroquia de San Andrés junto a su cuerpo incorrupto un arca mortuoria junto a un códice escrito en latín que describe la vida de Isidro así como la de algunos de sus milagros. Este códice, denominado de San Isidro, es conocido igualmente como Códice de Juan Diácono y es una de las únicas fuentes primarias sobre la vida de san Isidro. Tras pasar veinte años en el cementerio, la popularidad del Santo hizo que el párroco trasladara los restos de San Isidro al interior de la Iglesia. El descubrimiento de la tumba fue acompañada de un códice que estudia en profundidad Fidel Fita en el siglo XX.
El encuentro de los restos de Isidro se realizó bajo el reinado de Alfonso X. La traducción de este códice al castellano se debe a Jaime de Bleda. Los restos encontrados en el arca mosayca de la parroquia de San Andrés contuvieron los restos de Isidro desde finales del siglo XIII hasta 1620. El arca fue sustuida por otra policromada con cobre y oro. Los escritores que definen la vida de Isidro se dividen claramente en dos tipos: los anteriores y los posteriores a su canonización. Entre los anteriores se encuentran; Alonso de Villegas, que considera a Isidro como un santo extravagante, el regidor Juan Hurtado de Mendoza, Ambrosio de Morales, Juan López de Hoyos y Basilio Santoro. Lope de Vega, siendo coetáneo de la canonización de Isidro, fue estudioso de su vida. Los autores posteriores solo copian datos de los autores anteriores a la canonización. Un mismo milagro es descrito de forma distinta por unos y otros.
A partir de 1234 el papa Alejandro III se reservó el derecho a canonizar, pero los obispos siguieron confirmando la elevación a los altares de los nuevos personajes locales que villas y ciudades proclamaban como sus patronos sin que existiera, en la práctica, una oposición real de las jerarquías superiores hasta 1623 cuando, en plena Contrarreforma, el papado obtuvo el control de los santos, precisamente con Urbano VIII, que había canonizado a San Isidro un año antes.
El cuerpo se encontraba momificado y cubierto de un sudario en el interior de un arca nimiada, razón por la que se denomina con frecuencia que estaba apergaminado, amojamado. El arca descubierta en el siglo XVI data del último tercio del siglo XIII, o de la primera mitad del XIV. Está decorada con pinturas que representan a cuatro de los milagros descritos en el códice de San Isidro. Es de suponer que el quinto se encuentra descrito en la tapa deteriorada. La obra más antigua y conocida acerca de San Isidro, sobre la que se fundamentan todas las posteriores hagiografías, es el Códice de Juan Diácono, escrito en el año 1275. Se atribuyó a Juan Diácono, quien posiblemente fuera el franciscano Juan Gil de Zamora. Este códice fue reescrito e interpretado posteriormente por algunos autores: Alonso de Villegas y por Jaime Bleda.
El investigador del siglo XVII, Antonio de León Pinelo, es quien defiende que fue Felipe II en persona quien reclamó la canonización y que fray Domingo de Mendoza llevó a cabo todos los trámites. El cronista Joseph de la Cruz concede el protagonismo del proceso a Diego de Salas Barbadillo, quien habría solicitado la canonización al rey Felipe II en nombre de la Villa madrileña. Ciertamente hubo un empeño popular en que existiera canonización. La primera noticia oficial acerca del intento de canonización de Isidro aparece en los Libros de Actas del ayuntamiento madrileño el 23 de diciembre de 1562. Según figura en el acta, se presentó ante el concejo una comisión formada por tres miembros de la familia de los Lujanes y uno de los Vargas-Luján. Dichos vecinos plantearon que, aprovechando que el Comendador mayor de Castilla viajaba a Roma para la canonización de Diego de Alcalá, se hiciera allí mismo también el trámite de canonización de Isidro. El escritor Diego de Salas Barbadillo sin saber qué documentos consulta previamente, anuncia en el ayuntamiento de Madrid en el año 1592, obra que según autores se supone que fuera de su padre Alonso Jerónimo de Salas Barbadillo. El Ayuntamiento durante este periodo intentó buscar y reunir los documentos sobre la vida y hechos de San Isidro. Se hicieron bandos y se publicaron cartas de excomunión a proporcionar a aquel que proporcionara documentos. Pronto hubo fraudes que fueron denunciados mediante publicaciones de paulinas.
Fue beatificado por el papa Paulo V el 14 de junio de 1619, y el 12 de marzo de 1622 canonizado por Gregorio XV, junto a san Felipe Neri, santa Teresa de Jesús, san Ignacio de Loyola y san Francisco Javier, aunque la bula de canonización no fue publicada hasta 1724 por Benedicto XIII reinando ya en España Felipe V. La canonización hizo que se celebraran grandes fiestas en Madrid. Se determinó además que su festividad se celebraría el 15 de mayo y se aprobó su Patronazgo sobre la Villa y Corte de Madrid. A causa de este acontecimiento, la Cofradía de San Eloy de los Plateros de Madrid decidió donar un arca de plata para sustituir la vieja de madera de Alfonso VIII. El arca de los Plateros tenía en plata y bronce. El pueblo de Madrid reclama la edificación de una nueva capilla, que acogiera las reliquias y resultara de mayor envergadura y suntusuosidad. En 1642 ya se había aprobado el proyecto del arquitecto Pedro de la Torre para la erección de una nueva capilla y se había comenzado la construcción de la misma, pero las obras fueron languideciendo hasta que en 1656 éstas se encontraban en completa ruina. El punto central de la capilla debía ser un baldaquino de estilo barroco, para el que presentó un diseño el artista Sebastián Herrera Barnuevo. Ya Felipe III antes de que San Isidro fuera canonizado, en el momento de su muerte, pedía al Santo que fuera su interlocutor ante Dios Padre.
El poder curativo del Santo se confió a la reina Doña Mariana de Neoburgo cuando en el verano de 1691 cayó enferma de gravedad debido a los remedios empleados por los médicos para la época para provocar el embarazo. Mariana fue la segunda esposa del rey Carlos II, el último monarca de la dinastía de la casa real de los Austrias. Se le administraron a Mariana los últimos sacramentos y se llevó en procesión el cuerpo de San Isidro al Alcázar para que este intercediera por la curación, en caso de fallecimiento, de la soberana. Durante nueve días consecutivos se oró en el Monasterio de las Descalzas, y por él pasaron todas las órdenes religiosas afincadas en Madrid. A principios de octubre de 1691 la enfermedad comenzó a remitir y en la Corte tuvieron lugar diferentes festejos para celebrar el restablecimiento de la reina. Al verse curada Mariana encargó una urna de plata para albergar las reliquias del Santo. En enero de 1692 la urna fue terminada y los costes fueron cargados a la nómina real. La antigua urna pasó a propiedad de Mariana. Durante su exilio en Toledo, de 1701 a 1706, la reina viuda había llevado consigo la antigua urna. Sin embargo, en su salida precipitada hacia Bayona parte de sus bienes quedaron en Toledo.
Durante años se creyó que su cuerpo incorrupto tenía poderes sanadores y la Familia Real española se valió de esta cualidad milagrosa a lo largo de la historia. Por ejemplo, cuando Felipe III enfermó de unas calenturas al regresar de Portugal y se vio obligado a permanecer en Casarrubios del Monte, en Toledo. La villa de Madrid organizó entonces una procesión por la curación del monarca y el cuerpo del Santo fue trasladado a esta localidad toledana. Durante el reinado de Carlos II también se confió en el Santo para que intercediera por su salud, trasladando sus reliquias al Alcázar Real de Madrid en 1696.
Los Borbones mantuvieron la creencia en los poderes curativos de la momia del santo y, en 1760, se llevó el cuerpo al Palacio Real durante la enfermedad de la reina María Amalia de Sajonia. El cuerpo también ha sufrido mutilaciones motivadas por el fervor religioso, como cuando una de las damas de Isabel la Católica arrancó de un mordisco un dedo de su pie, o cuando el cerrajero personal de Carlos II, llamado Tomás, arrancó un diente al santo y se lo regaló al monarca, que lo guardó hasta su muerte bajo la almohada.

## Milagros

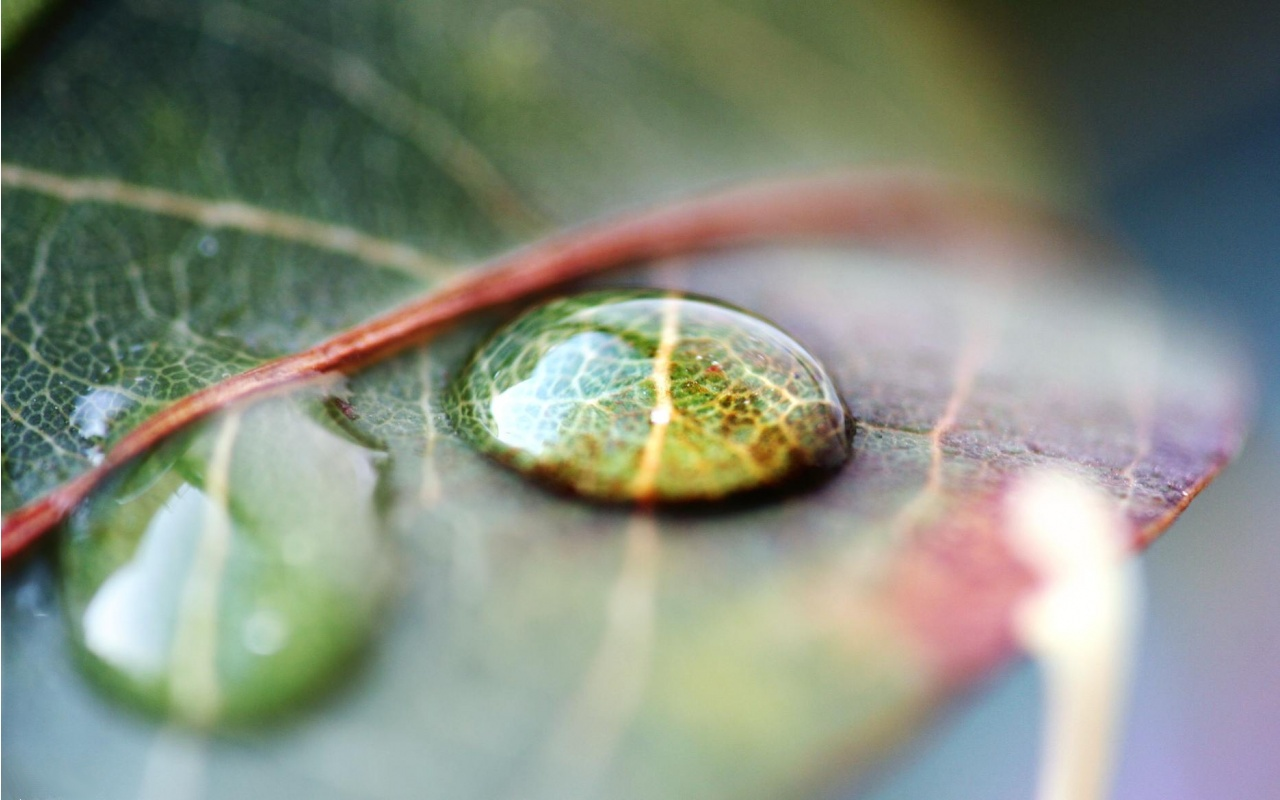
La iconografía de San Isidro se asocia al agua, las rogativas populares que se hicieron desde el propagaron su fama en el mundo rural.

Los milagros atribuidos a San Isidro poseen tres procedencias documentales: por un lado los primitivos cinco milagros descritos en el Códice de San Isidro (La leyenda de San Isidro) y que se representan gráficamente en el arca mosaica que se supone contiene los restos de San Isidro; los que algunos autores declaran haber leído en algún documento desaparecido; y los que ciertos autores han descrito como propia inventiva o procedentes de la tradición oral. Los milagros se pueden dividir en tres grupos temáticos: milagros realizados con objeto de afianzar el culto, milagros pluviales, en general concesión de lluvias tras rogativas y por último, curaciones milagrosas.
Para obtener la mediación del santo es costumbre rendirle culto acudiendo a orar ante su sepulcro, preferentemente en vigilias nocturnas que se prolongan una, tres o nueve noches. En caso de enfermedad el afectado tiene que ir personalmente, o ser portado, no pudiendo ser sustituido por sus familiares. El contacto con el sudario, o con el cadáver, suele ser decisivo para obtener la mediación, al igual que, cuando se demanda lluvia, para facilitarla se opta por abrir el sepulcro y colocar el cadáver en un pedestal frente al altar de la iglesia de San Andrés con el fin de que ningún objeto pueda dificultar la comunicación entre el santo y Dios. También para posibilitar la mediación se realizan numerosas procesiones y rogativas, durante las cuales, al sacar la reliquia de su recinto sagrado y exponerla al aire libre, se favorece la intercesión. Desde la construcción en 1528 de la ermita en Madrid se considera popularmente una solicitud de mediación al Santo su peregrinaje a la fuente que hay junto a su altar, se hace el 15 de mayo.

### Milagros comunes
Los primitivos cinco milagros que aparecen gráficamente en el arca mosaica son los primeros descritos. Estos milagros, es de suponer, acaecen en vida de Isidro Labrador, es decir, en el siglo XII. Gracias a la descripción documental del códice de San Isidro se sabe que son cinco:
- Milagro del molino - Isidro multiplica el trigo que ofrece a las palomas hambrientas.
- Milagro de los bueyes - En este milagro los bueyes aran y realizan las labores mientras Isidro reza. Al ser espiado por su amo, tras la acusación de que abandonaba el trabajo para rezar, este ve cómo los bueyes aran solos. Esta escena contiene significativos paralelos con las hagiografías islámicas, pero muchos de estos aspectos quedan ahora cristianizados.

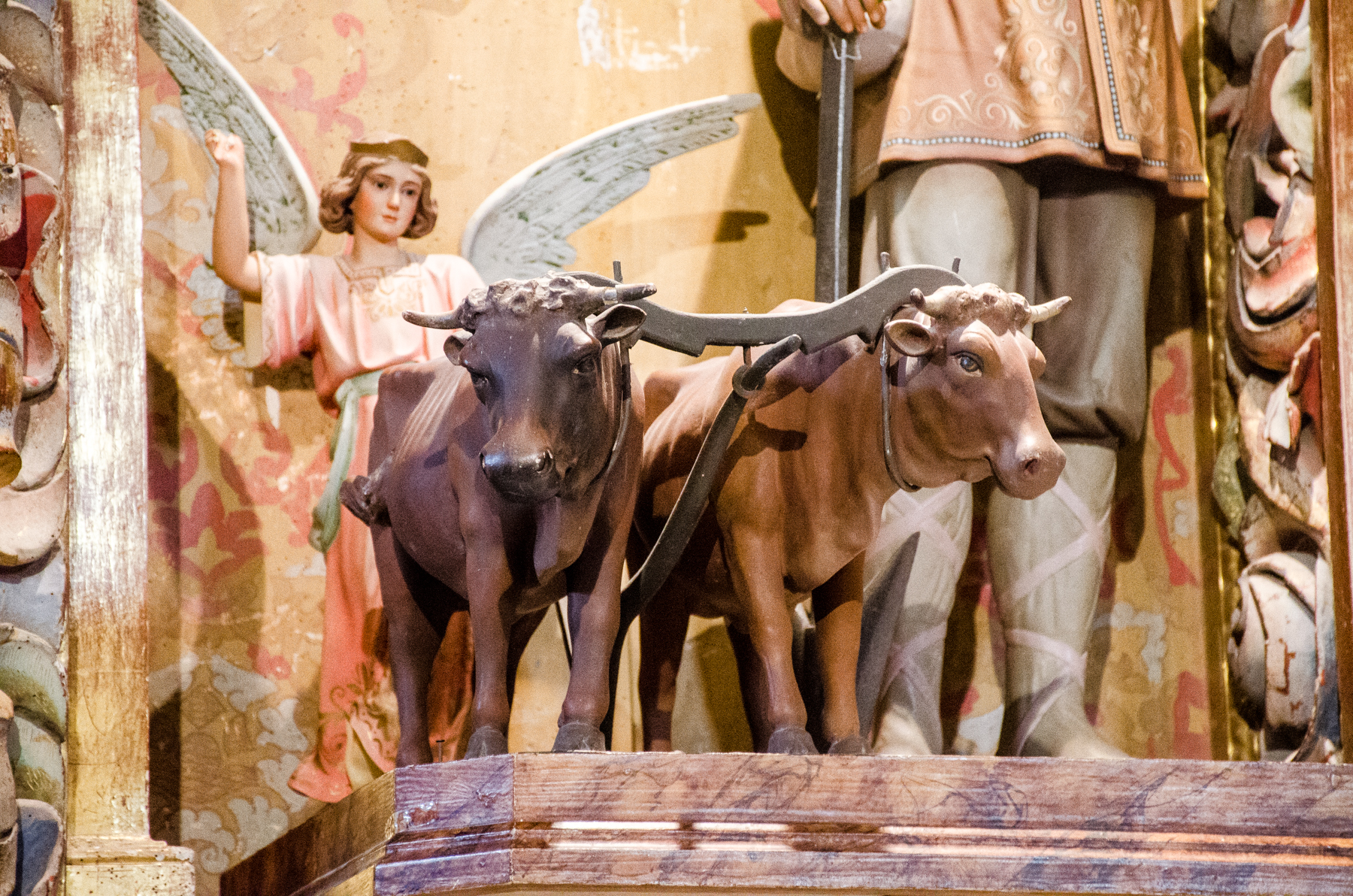
Detalle de la talla de San Isidro Labrador, ángel y bueyes, (Iglesia de San Juan Bautista de Amaya).

- Milagro del lobo - Unos niños le advierten a Isidro que hay un lobo que merodea a su burro, por lo que comienza a rezar y logra con esto, salvarlo del inminente ataque.
- Milagro de la olla - Ofreciendo comida consiguió multiplicar la comida que tenía en una olla metiendo un puchero repetidas veces.
- Milagro de la Cofradía

En el códice se narra igualmente como mediador para obtener lluvias en primavera. Los milagros que popularizan a San Isidro en el siglo XVII no parecen ser ninguno de estos cinco que figuran en el códice.

### Milagros póstumos
Los milagros dentro de esta categoría caen dentro del periodo que va desde 1421 y 1426. Los milagros de San Isidro narrados sufrieron cuantiosas alteraciones con el transcurso de la Edad Moderna.
Visitaba a menudo las escasas iglesias que tenía Madrid y al principio otros campesinos decían que esto lo hacía por holgazanería en lugar de por devoción. Una vez Vargas salió a comprobar si esto era cierto, y encontró a los ángeles arando en su lugar. Otra forma de contar el milagro, que aparece en las actas de la canonización, es que Vargas encontró a Isidro arando con ángeles y esto le hacía arar más rápido. Tras presenciar el milagro nombró a Isidro administrador de su hacienda. Otro milagro cuenta que una vez se presentó un pobre en su casa pidiendo de comer y él fue a darle de la olla de comida que había preparado su mujer, y la olla, que estaba medio vacía, se llenó de comida. También se decía que la providencia hacía que su cosecha siempre fuera muy grande, y compartía lo que tenía con los hombres, las aves y otros animales.
Entre sus milagros más famosos está el del pozo: su hijo, que posteriormente sería llamado San Illán, cayó al pozo y el padre, gracias a su oración, hizo que las aguas del pozo subieran y pudo rescatarlo. La tradición ha situado siempre el pozo del milagro en el interior de la casa Museo de los Orígenes de Madrid; las excavaciones arqueológicas realizadas en el solar a finales del siglo pasado avisaron que el pozo del Museo pudo ser muy posterior al tiempo de San isidro. Un estudio reciente demostró que el verdadero pozo del milagro se encuentra bajo los cimientos del Colegio de San Ildefonso y en esta casa falleció el Santo Labrador.

## Iconografía de San Isidro

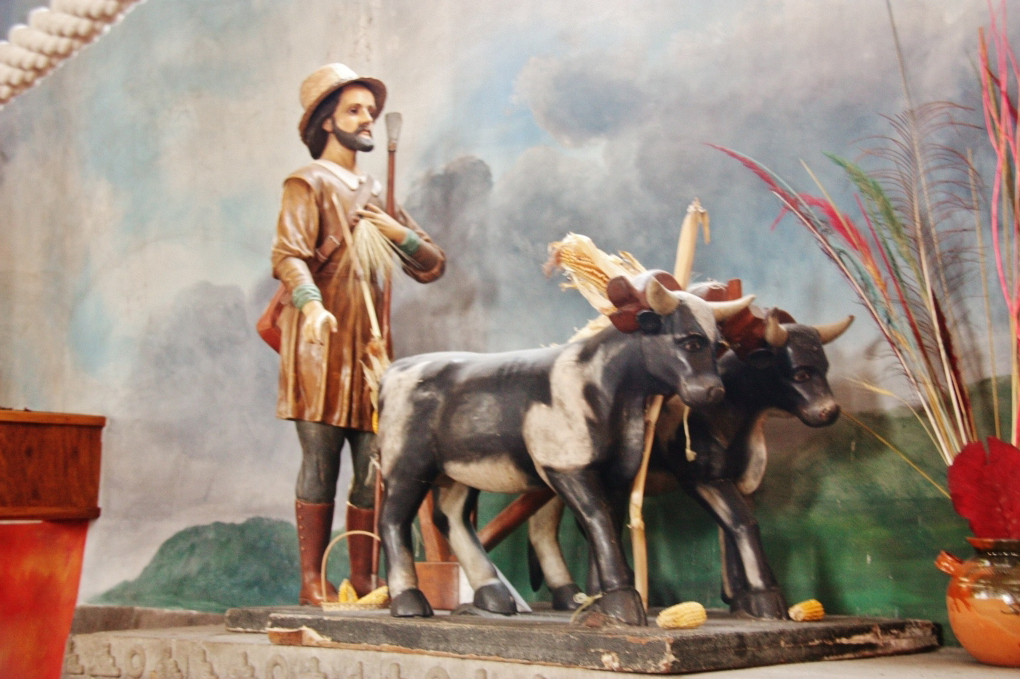
Isidro Labrador en La Barca de la Fe

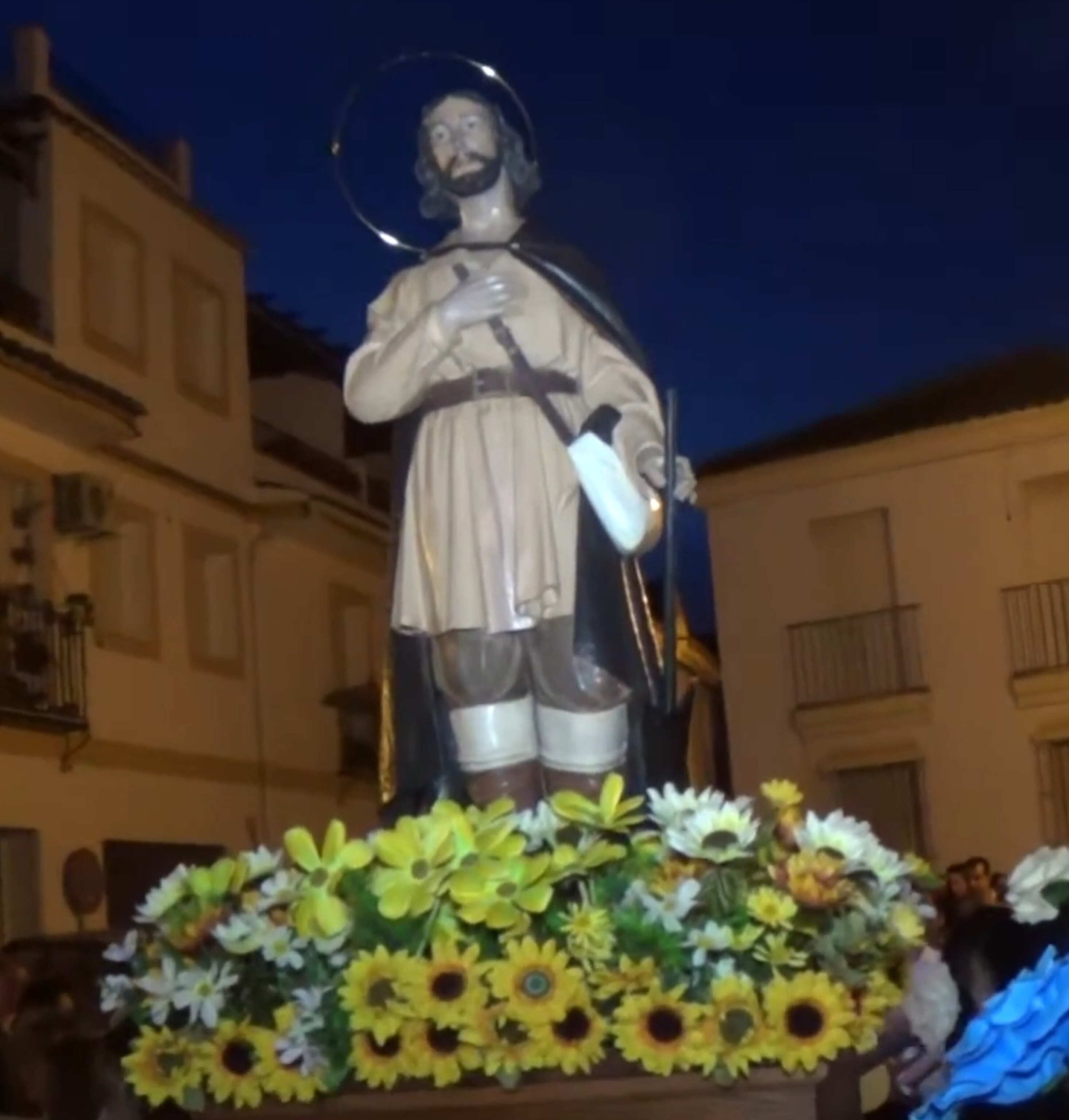
San Isidro Chiquito de Villafranca de Córdoba (Andalucía)

La iconografía se centra, dependiendo de la época y del artista, en algunos de los milagros de Isidro. Las primeras imágenes del Santo le muestran vestido con un traje de campesino, portando un azadón en la mano derecha. El tipo de ropaje depende de la época en la que se represente, soliendo portar alguno de los utensilios agrícolas como una pala, azada, hoz, aguijada, mayal, arado. A veces con bueyes conducidos por ángeles haciendo rememoración a uno de los milagros. Es frecuente igualmente las expresiones plásticas y las manifestaciones artísticas que le representan realizando milagros.
Desde el siglo XVII (tras su canonización en 1697) es frecuente encontrarlo representado en compañía de su esposa: Santa María de la Cabeza. Ella suele portar un jarrón de agua, a veces otro apero diferente de San Isidro.

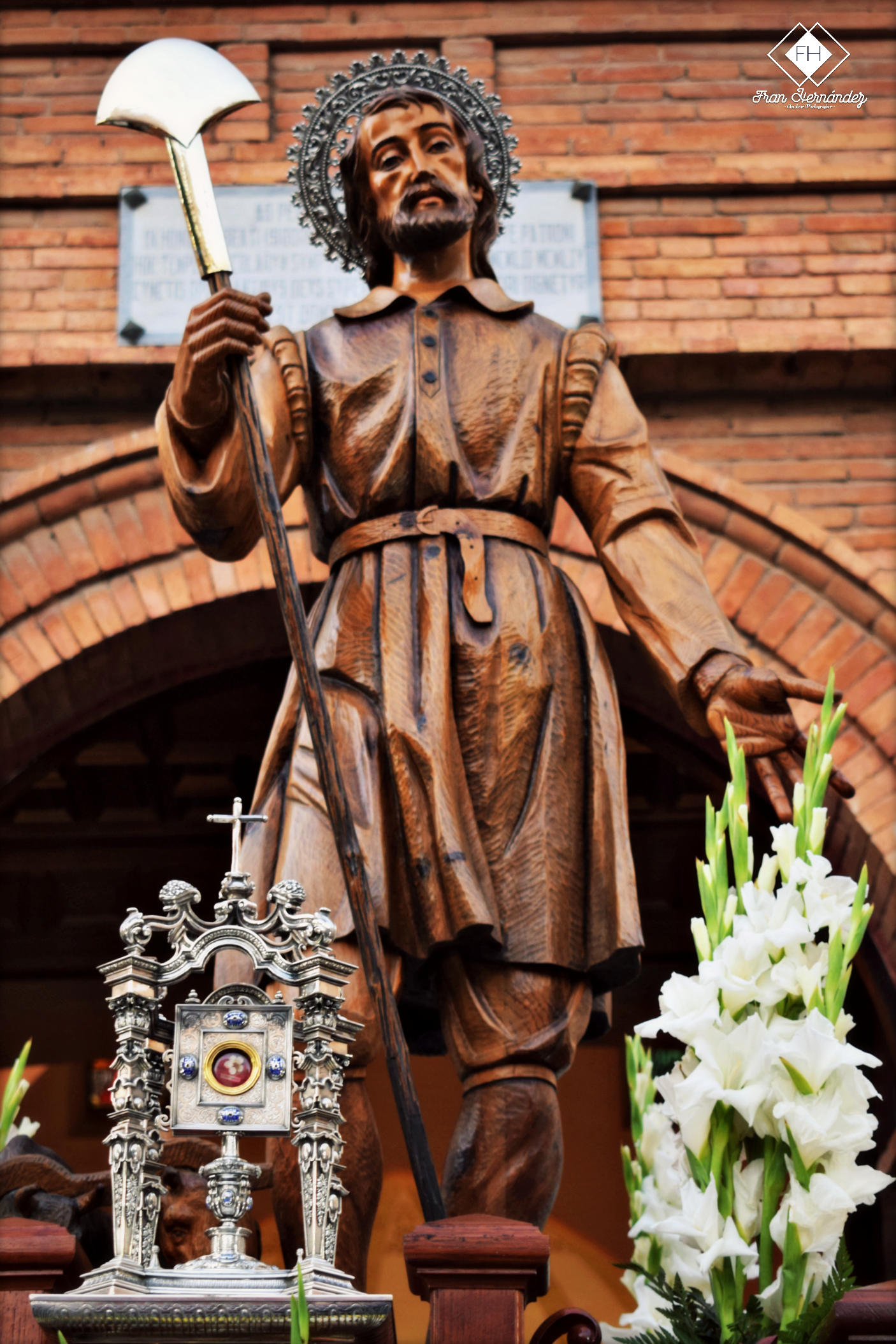
Imagen de San Isidro Labrador venerada en la Parroquia que lleva su nombre en la Ciudad de El Ejido (Almería). A sus pies se venera una reliquia del Santo.

## San Isidro en la cultura popular

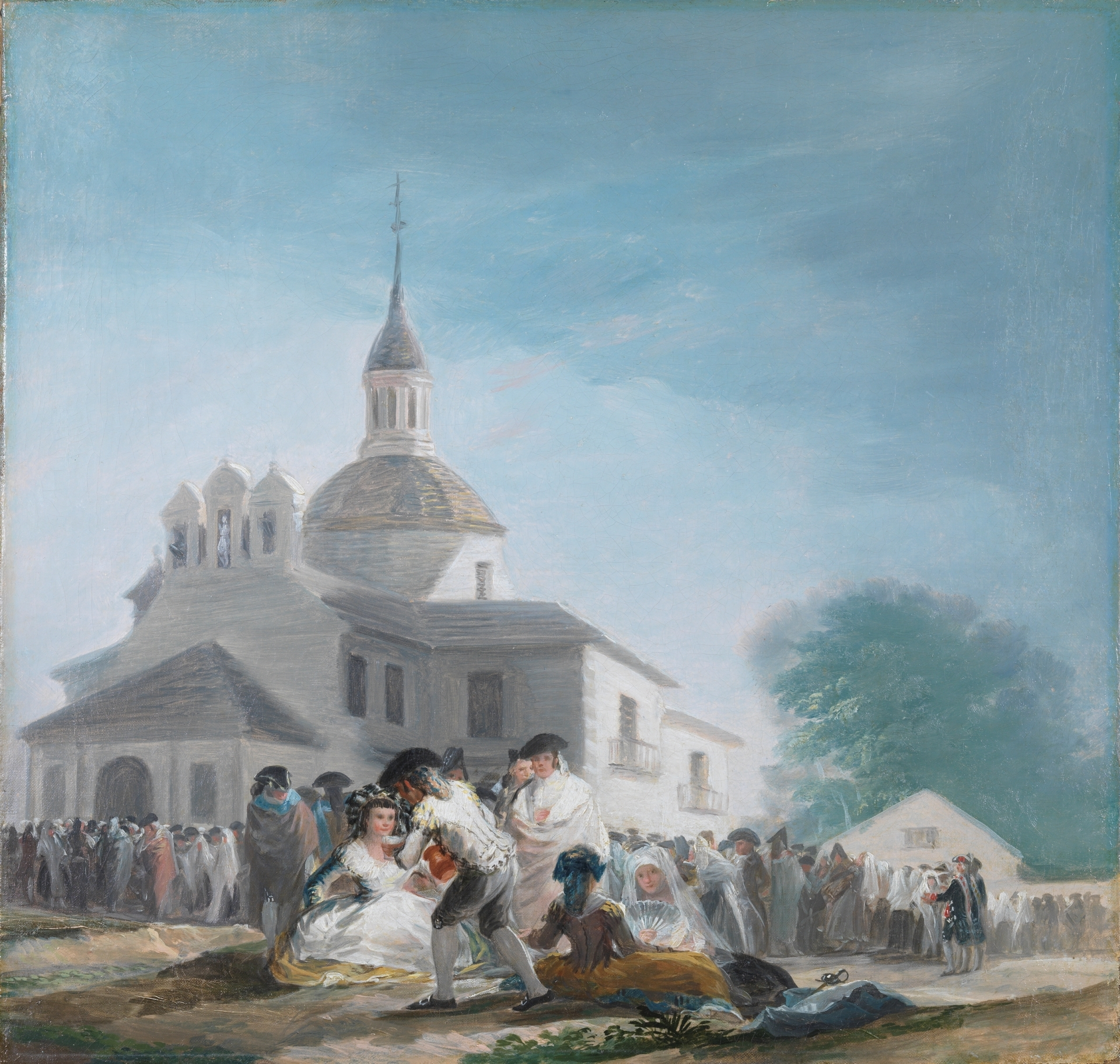
La primera ermita de San Isidro data del año 1528, y se construyó por iniciativa de Isabel de Portugal, esposa del emperador Carlos I.

La figura de San Isidro se ha propagado a través de la cultura popular en diversas localidades del mundo. Por regla general es una forma de deseo de la vida sencilla de los campesinos y del contacto directo con la naturaleza. Se conocen celebraciones del Santo en Madrid por carta ejecutoria sobre la financiación de una fiesta dedicada al labrador en el año 1344. No obstante la primera celebración en honor del santo madrileño tuvo lugar en mayo de 1620 con motivo de su beatificación, el cuerpo de Isidro fue portado en procesión por las calles de Madrid en el interior de una suntuosa urna labrada por los plateros de la ciudad.
La popularidad de San Isidro se vio relanzada debido al apoyo de la Monarquía Española a fines del Quinientos y durante la primera mitad del siglo XVII. El fervor que suscitaba Isidro hizo que desde Isabel la Católica se practicara la costumbre de que cada vez que las reinas caían enfermas se encomendaran al Santo para su curación. Según las crónicas, siendo príncipe, Felipe II se recuperó de una enfermedad tras haber ingerido agua de la milagrosa fuente abierta por San Isidro en la pradera de San Isidro (lugar retratado por Goya en un cuadro titulado: La pradera de San Isidro). Lugar ubicado en la margen derecha del río Manzanares donde se alzaría posteriormente una ermita en su honor.
El poeta madrileño Lope de Vega es uno de los primeros en describir la vida de San Isidro en un poema (Madrid, 1599). A. de Villegas escribe una anterior. Poema escrito en quintillas a lo largo de diez cantos son los fragmentos en que el poeta se acerca al universo rural en que se mueve el santo. En este poema biográfico se halla sólidamente documentado: leyó todo lo escrito anteriormente sobre el santo y tuvo acceso a los papeles de la causa de beatificación recogidos por el padre Domingo de Mendoza, comisario pontificio para la beatificación de Isidro. Rafael Haideer escribe en la primera mitad del siglo XX una comedia popular sobre la vida de San Isidro, en prosa, en tres actos. Dedicada según él al pueblo de Madrid. En el incendio de la Plaza Mayor de Madrid de 1631 se ruega al Santo por su intercesión.
Los pintores del siglo XIX que retrataron al santo madrileño, entre ellos se encuentra Mariano Salvador Maella. Varios eruditos y cronistas del Madrid Barroco, como Jerónimo de Quintana y Antonio de León Pinelo, dedicarían extensas líneas a alabar su vida y milagros. Es posterior, ya en el siglo XVIII, cuando nuevas publicaciones añadirían también la biografía y milagros de Santa María de la Cabeza a la vida de San Isidro. Fue declarado patrono de los agricultores españoles por Juan XXIII en bula del año 1960.

### En el cine
- Isidro, el labrador (1964) de Rafael J. Salvia. Interpretado por Javier Escrivá.[39]

## Difusión de su figura
En el siglo XIII se rogaba a Isidro como mediador para obtener lluvias en primavera, los pueblos limítrofes de Castilla la Nueva hacían lo mismo. Estas lluvias, si se producían, eran benficiosas para las actividades agrícolas.  Las rogativas eran habituales, y se propagaban con el objeto de provocar la lluvias en un medio con clima seco donde peligran frecuentemente las cosechas. La pérdida de una cosecha suponía hambre y penurias. Este deseo provocó su popularidad en los primeros siglos, acentuando su carácter de santo agricultor. Esta mediación hizo que en los primeros siglos su leyenda se fuese propagando a lo largo de los pueblos a través de la geografía peninsular. En octubre de 1492, tras la caída del reino nazarí de Granada, se produce el descubrimiento de América en el que muchos de los agricultores de las tierras de Extremadura participan como colonos. Estos campesinos fueron los difusores iniciales del culto de San Isidro a las tierras americanas del Nuevo Mundo.

## Patronazgos

### España
San Isidro Labrador es el patrono de Madrid, de Cartaya, de Rosal de la Frontera (Huelva), Villafranca de Córdoba (Córdoba), donde se celebra todos los años su romería. También lo es de Los Barrios (Cádiz), donde igualmente se celebra la Romería de San Isidro Labrador, declarada de interés turístico de España. 
Asimismo, es patrono de Villaviudas (Palencia), de Becerril de Campos (Palencia), Fuentes de Valdepero (Palencia), La Orotava (Tenerife) donde también se celebra su romería junto a Santa María de la cabeza, de Moradillo de Roa (Burgos), de Medina de Pomar (Burgos), de Borobia (Soria), de Puente Génave (Jaén), de Alfajarín (Zaragoza), de Talavera de la Reina (Toledo), de Montellano (Sevilla), de Estepona (Málaga), de La Malahá (Granada), de Labros (Guadalajara), de Villar de Cañas (Cuenca), de Argamasilla de Calatrava (Ciudad Real), de Morata de Tajuña (Madrid), de Tahivilla (Cádiz), donde también se celebra su romería, de S'Horta (Mallorca), de Fuente de Cantos (Badajoz), de Almudévar (Huesca) y de Ontinar de Salz (Zaragoza). Además, es el patrón de La Escuela Superior de Ingeniería de la Universidad de Almería.

### Honduras
La devoción a San Isidro Labrador es muy popular y está muy arraigada en los campesinos y zonas rurales de Honduras. San Isidro es el santo patrón de la ciudad de La Ceiba, importante ciudad en la costa Caribe de Honduras, así como Güinope, un pintoresco pueblo de tradición agrícola y minera fundado en el año 1747 en la zona centro-oriental del país. San Isidro también es santo patrón del homónimo pueblo de San Isidro (Honduras), en el Departamento de Choluteca en la zona Sur del país, y de la ciudad de Tocoa, importante centro agroindustrial en el Valle del Aguán.

### México
San Isidro Labrador es el patrono de Arteaga (Coahuila), y la parroquia del municipio homónimo está dedicada a este santo, así como de la parroquia del municipio de Granados, Sonora. La comunidad de la Mora (Banámichi, Sonora) también lo venera como su santo Patrón.

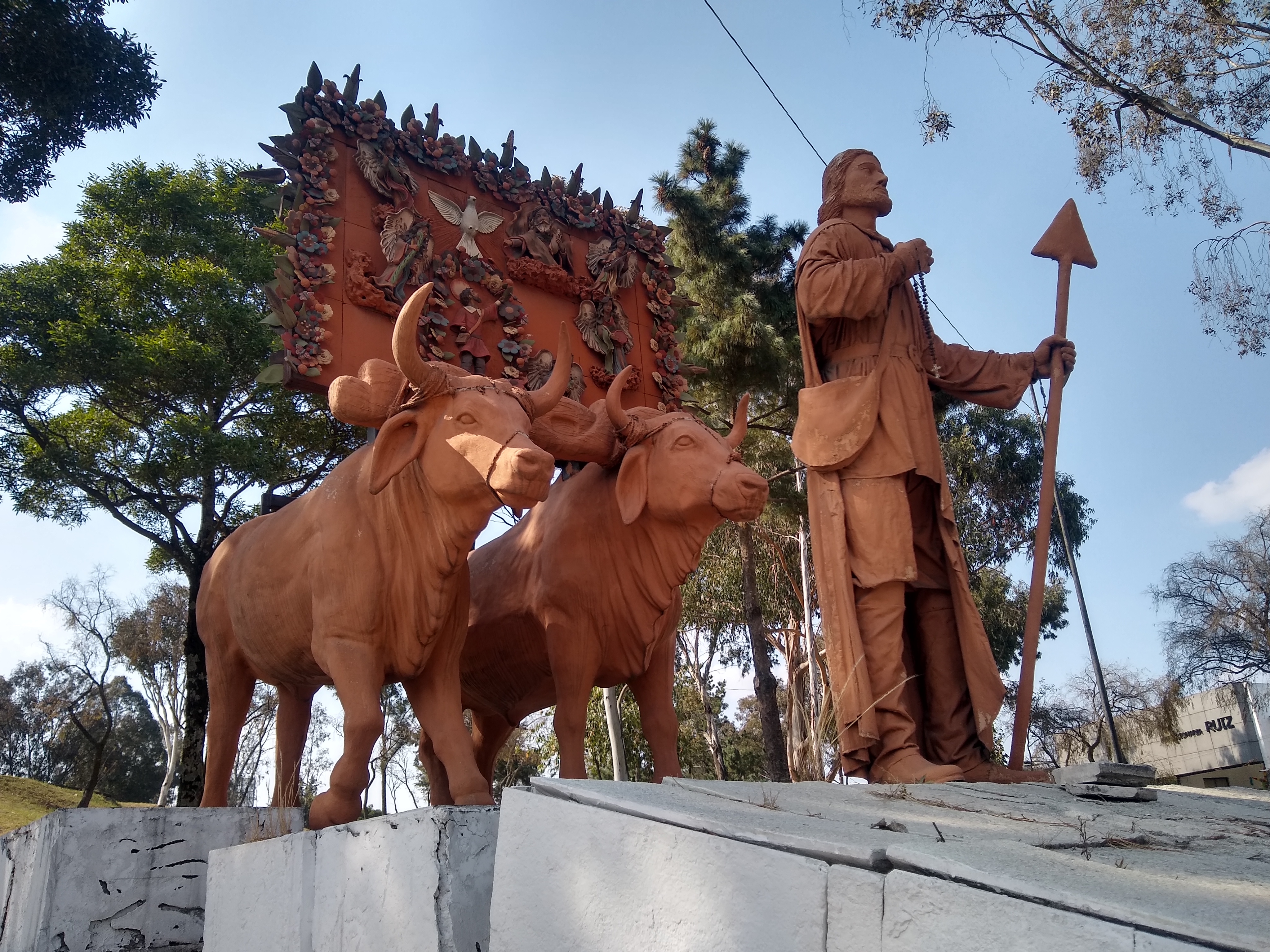
San Isidro Labrador, yunta y retablo. Escultura en Metepec

También San Isidro Ladrador es el santo patrono en el Valle de Toluca, principalmente el municipio de Metepec, donde se lleva a cabo el paseo de la Agricultura que lleva más de 100 años, se celebra el primer martes 40 días después del Viernes Santo, celebrándose principalmente entre mediados de mayo y mediados de junio. Donde los feligreses participan adornando sus autos o yuntas con retablos alusivos a los milagros de san Isidro Labrador.
Así mismo en el Ejido de San Isidro, Tepeaca, municipio perteneciente al estado de Puebla se tiene como patrón a San Isidro conmemorando sus milagros los días 15 de mayo.
De igual forma, San Isidro es el santo patrono de la comunidad del Jabalí, ejido de la ciudad de Ríoverde en el estado de San Luis Potosí. En esta localidad se festeja el santo patrono los días 15 de mayo en la iglesia de San Isidro Labrador. 
En Acayuca, Zapotlán de Juárez, Hidalgo, San Isidro Labrador también es venerado el 15 de mayo con una procesión, baile y fiesta patronal, destacando la devoción y las tradiciones de la comunidad.

### Argentina
La Iglesia en Argentina, tiene una jurisdicción diocesana, bajo el patronato de San Isidro, y es el nombre del Partido (jurisdicción municipal) donde se encuentran su Catedral. El actual obispo, es monseñor Ojea, que también es el presidente de la Conferencia Episcopal Argentina. 
San Isidro es el santo patrón de la ciudad de Chacabuco, ubicada en la provincia de Buenos Aires.
En la provincia de Tucumán es el Santo Patrono de la ciudad de San Isidro de Lules, se celebra su fiesta patronal en el mes de mayo.
San Isidro labrador es el Santo Patrono de la Comuna "Los Pozos" del departamento de Río Seco de la Provincia de Córdoba. Argentina.-

### Uruguay
San Isidro es copatrón de la ciudad de Libertad, departamento de San José, junto a la advocación de la Virgen María de Nuestra Señora de los Dolores.